# Randy Van Horne
Harry Randell „Randy“ Van Horne Jr. (* 10. Februar 1924 in El Paso; † 26. September 2007 in Woodland Hills) war ein amerikanischer Jazz- und Unterhaltungsmusiker (Gesang, Komposition). Mit seiner Gesangsgruppe, den Randy Van Horne Singers, interpretierte er die Titellieder für viele klassische Hanna-Barbera-Cartoons, darunter Familie Feuerstein, Hucky und seine Freunde, Top Cat und Die Jetsons.

## Leben und Wirken
Van Horne unterbrach die Ausbildung auf der High School in Baltimore während des Zweiten Weltkriegs und meldete sich zur United States Air Force. Nach dem Krieg setzte er die Schulausbildung fort, und besuchte dann das Peabody Conservatory of Music in Baltimore und die University of Texas in El Paso, um Musik zu studieren.
1949 zog Van Horne nach Los Angeles, um dort als Studiomusiker zu arbeiten. In den frühen 1950er Jahren gründete er mit drei anderen Musikern seine erste Gesangsgruppe, The Encores, die zwischen 1954 und 1956 mehrere Singles aufnahm, zwei Jahre mit dem Orchester von Billy May tourte und bis Ende der 1950er bestand. Dann gründete er die Randy Van Horne Singers, die gelegentlich in Fernseh- und auch in Varietéshows auftraten, so 1957 in der „The Nat ‚King‘ Cole Show“. Doch waren sie in erster Linie eine Studiogruppe, die Vokalparts auf Bob Thompsons RCA-Alben sowie auf Martin Dennys Album Afrodesia, die Titelsongs für die Zeichentrick-Serien von Hanna Barbera oder Jingles einspielte. Einen Teil des Materials komponierte Van Horne.
Unter eigenem Namen nahm Van Horne mit seinen Singers mehrere Alben auf, etwa 1958 Sing a Song of Goodman sowie mit dem Orchester von Juan Garcia Esquivel Other Worlds Other Sounds, später das poppige Sleighride (1960) und Our Magic Moments (1961). Anhand seines Albums Cliff Dwellers, das Van Horne 1958 mit seinem Swinging Choir vorlegte, erörterte Götz Alsmann das Konzept des Jazzchores.
Die Randy Van Horne Singers lösten sich Anfang der 1970er Jahre auf. Mehrere Mitglieder von Van Hornes Gesangsgruppe, darunter Marni Nixon, schlugen später erfolgreiche Solokarrieren ein oder arbeiteten anschließend mit Ray Conniff und Percy Faith. Van Horne trat weiterhin in kleinen Clubs und Hallen in Los Angeles auf.
Van Horne konzentrierte sich aufs Komponieren und schrieb eine Reihe von Stücken, die von südkalifornischen Orchestern und Chören aufgeführt wurden. Seine symphonische Suite The Running of the Bulls wurde 1981 im La Mirada Civic Theatre uraufgeführt. Später war er Bandleader der Alumni Association, die aus etwa 20 Musikern der Big-Band-Ära bestand. Auch trat er bei Wohltätigkeitsveranstaltungen wieder mit seinen Randy Van Horne Singers auf, die über seinen Tod hinaus weitergeführt wurden.
Van Horne starb 2007 an den Folgen einer Krebserkrankung im Motion Picture and Television Country House and Hospital in Woodland Hills.

## Diskographische Hinweise
- Randy Van Horne Swing Chorus: Swingin’ Singin’ (RCA Victor 1957)
- Cliff Dwellers (RCA Victor 1958)
- Randy Van Horne Singers: Sleighride (Everest 1960/Hitchcock Media 2002)
- Randy Van Horne Singers: Moments to Remember (Sunset 1967)